# MCB Oued Sly
 (mai 2021).
Maillots
Le Moustakbal Chabab Baladiat Oued Sly (en arabe : مستقبل شباب بلدية وادي سلي) plus couramment abrégé en MCB Oued Sly ou encore en MCBOS, est un club algérien de football fondé en 1985 et basé dans la commune de Oued Sly à Chlef.

## Histoire
Pour la saison 2019-2020, le club évolue en Championnat d'Algérie de D3 amateur. Le club se classe alors troisième du Groupe Ouest, et obtient une accession historique en Ligue 2 amateur.
La saison suivante, l'équipe continue sur sa lancée et rate de peu une accession historique en D1 algérienne après avoir atteint le tour des play-offs,,.

Depuis, il évolue toujours en D2 algérienne.

## Identité du club

### Nom du club
Le club portait le nom du Mouloudia avant de devenir le Moustakbal Chabab Baladiat Oued Sly.

### Couleurs
Depuis la fondation du club, ses couleurs sont l'Orange et le Blanc.

### Logos

Ancien logo du club
Logo actuel du club

## Palmarès et résultats sportifs

### Classement saison par saison
- 1985-86 : D?, ?e
- 1986-87 : D?, ?e
- 1987-88 : D?, ?e
- 1988-89 : D?, ?e
- 1989-90 : D?, ?e
- 1990-91 : D?, ?e
- 1991-92 : D?, ?e
- 1992-93 : D?, ?e
- 1993-94 : D?, ?e
- 1994-95 : D?, ?e
- 1995-96 : D?, ?e
- 1996-97 : D5, Division Pré-Honneur Centre, Ligue d'Alger ?e
- 1997-98 : D5, Division Pré-Honneur Centre, Ligue d'Alger 1re  55 points pour 22 matchs joués (18 victoires, 1 nul, 3 défaites). Dans El-Mountakheb El-Djadid (numéro 104, page 2) du samedi 20 juin 1998
- 1998-99 : D4, Division D'Honneur Centre, Ligue d'Alger, ?e
- 1999-00 : D?, ?e
- 2000-01 : D?, ?e
- 2001-02 : D?, ?e
- 2002-03 : D?, ?e
- 2003-04 : D?, ?e
- 2004-05 : D?, ?e
- 2005-06 : D?, ?e
- 2006-07 : D4, Régional 1 Blida, ?e
- 2007-08 : D4, Régional 1 Blida, ?e
- 2008-09 : D?, ?e
- 2009-10 : D?, ?e
- 2010-11 : D?, ?e
- 2011-12 : D6, Régional 2 Blida Gr, ?e
- 2012-13 : D6, Régional 2 Blida Gr,1re
- 2013-14 : D5, Régional 1 Blida, ?e
- 2014-15 : D5, Régional 1 Blida, 1re
- 2015-16 : D4, inter-régions Centre-Ouest, 3e
- 2016-17 : D4, inter-régions Centre-Ouest, 2e
- 2017-18 : D4, inter-régions Centre-Ouest, 1re
- 2018-19 : D3, DNA Ouest, 7e
- 2019-20 : D3, DNA Ouest, 3e
- 2020-21 : D2, D2 Ouest 1re , Play-offs 3e
- 2021-22 : D2, Ligue 2 Centre-Ouest, 8e
- 2022-23 : D2, Ligue 2 Centre-Ouest, 6e
- 2023-24 : D2, Ligue 2 Centre-Ouest, 10e
- 2024-25 : D2, Ligue 2 Centre-Ouest, 15e
- 2025-26 : D3, Inter-régions Centre-Ouest, ?e

### Parcours en Coupe Nationale
| Saison  | Tour             | Matchs    | Résultats |
| ------- | ---------------- | --------- | --------- |
| 1985-86 | ?                | ?         | ?         |
| 1986-87 | ?                | ?         | ?         |
| 1987-88 | ?                | ?         | ?         |
| 1988-89 | ?                | ?         | ?         |
| 1989-90 | N.J              | N.J       | N.J       |
| 1990-91 | ?                | ?         | ?         |
| 1991-92 | ?                | ?         | ?         |
| 1992-93 | N.J              | N.J       | N.J       |
| 1993-94 | ?                | ?         | ?         |
| 1994-95 | ?                | ?         | ?         |
| 1995-96 | 3e tour régional | FCM Blida | 1-0 a.p   |
| 1996-97 | ?                | ?         | ?         |
| 1997-98 | ?                | ?         | ?         |
| 1998-99 | ?                | ?         | ?         |
| 1999-00 | ?                | ?         | ?         |
| 2000-01 | ?                | ?         | ?         |
| 2001-02 | ?                | ?         | ?         |
| 2002-03 | ?                | ?         | ?         |
| 2003-04 | ?                | ?         | ?         |
| 2004-05 | ?                | ?         | ?         |
| 2005-06 | ?                | ?         | ?         |

| Saison  | Tour          | Matchs         | Résultats |
| ------- | ------------- | -------------- | --------- |
| 2006-07 | ?             | ?              | ?         |
| 2007-08 | ?             | ?              | ?         |
| 2008-09 | ?             | ?              | ?         |
| 2009-10 | ?             | ?              | ?         |
| 2010-11 | ?             | ?              | ?         |
| 2011-12 | ?             | ?              | ?         |
| 2012-13 | ?             | ?              | ?         |
| 2013-14 | ?             | ?              | ?         |
| 2014-15 | ?             | ?              | ?         |
| 2015-16 | Avant dernier | ASO Chlef      | 1-0       |
| 2016-17 | 1/32 finale   | USM El Harrach | 2-1       |
| 2017-18 | 1/32 finale   | MC Oran        | 1-0       |
| 2018-19 | 1/32 finale   | USM Annaba     | 3-1       |
| 2019-20 | Avant dernier | RC Arbaa       | ?         |
| 2020-21 | N.J           | N.J            | N.J       |
| 2021-22 | N.J           | N.J            | N.J       |
| 2022-23 | ?             |                | ?         |
| 2023-24 |               |                |           |
| 2024-25 |               |                |           |
|         |               |                |           |

## Personnalités du club

### Entraîneurs
- Fodil Megharia
- Dan Anghelescu

## Structures du club

### Structures sportives

#### Stades

##### Stade Maâmar Sahli
Le stade Maâmar Sahli, dénommé stade El Firme, situé dans la commune voisine de Chlef, est le lieu de déroulement des rencontres locales du club.

## Vidéos du MCBOS
| Match HB Chelghoum Laïd vs MCBOS, Plays-offs Ligue 2 2020-2021 |
| -------------------------------------------------------------- |
| [vidéo] « Visionner la vidéo », sur YouTube                    |